# Bulbophyllum vareschii
Bulbophyllum vareschii är en orkidéart som beskrevs av Ernesto Foldats. Bulbophyllum vareschii ingår i släktet Bulbophyllum och familjen orkidéer. Inga underarter finns listade i Catalogue of Life.